# Senfrauke
Die Senfrauke oder Senf-Rauke (Eruca vesicaria), sie wird auch wie einige andere Arten Rauke genannt, ist die einzige Pflanzenart der monotypischen Gattung Eruca innerhalb der Familie der Kreuzblütengewächse (Brassicaceae). Sie wird seit dem griechischen und römischen Altertum als Kulturpflanze genutzt.

## Beschreibung

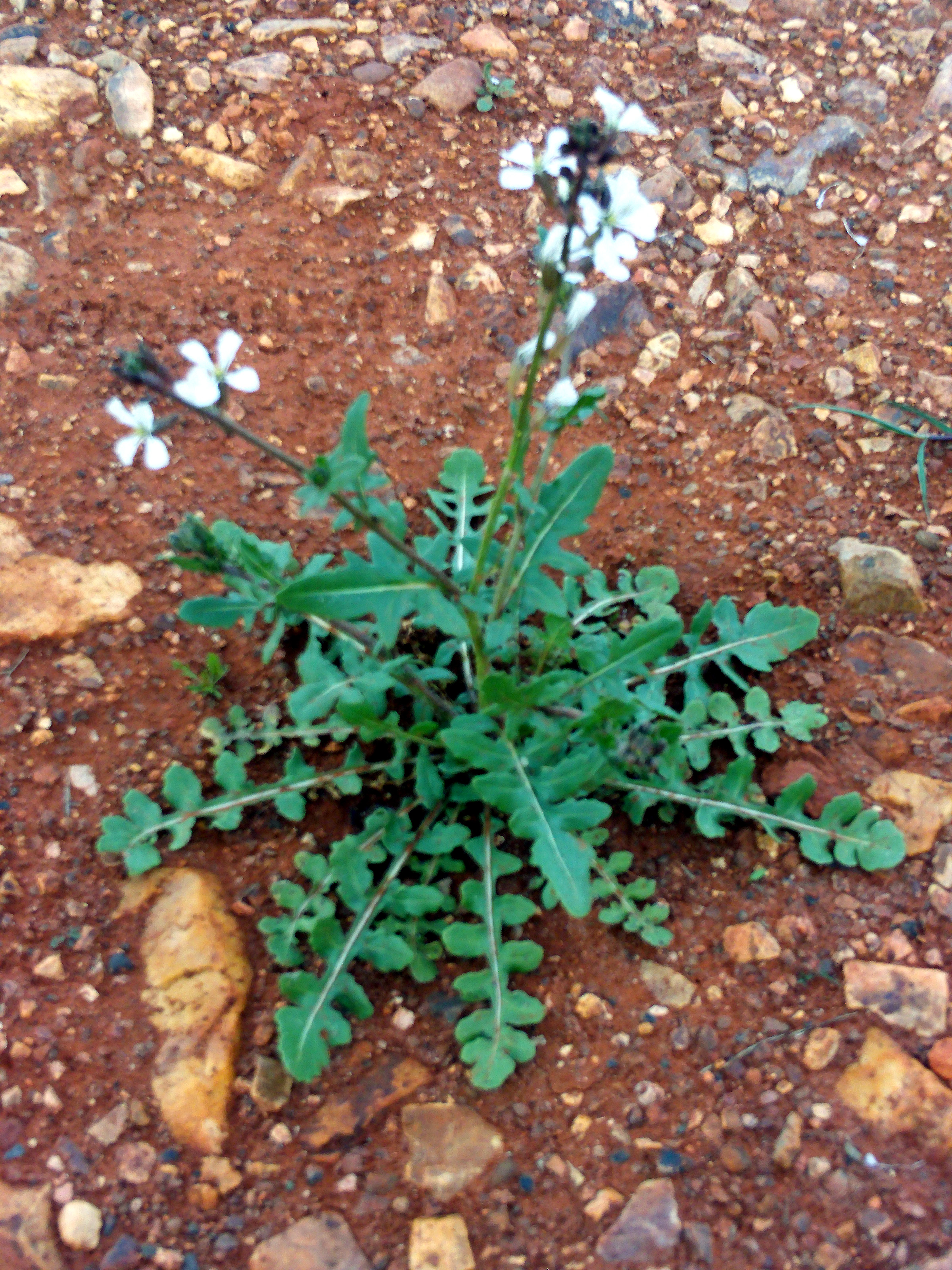
Habitus

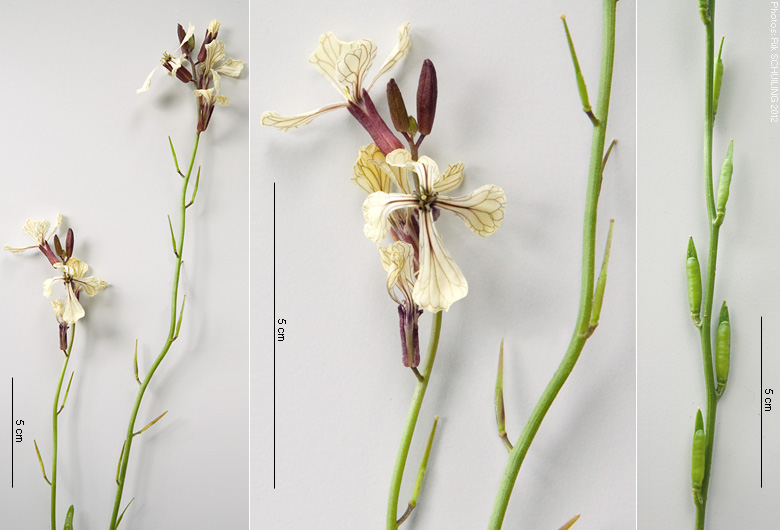
Blüten und junge Früchte

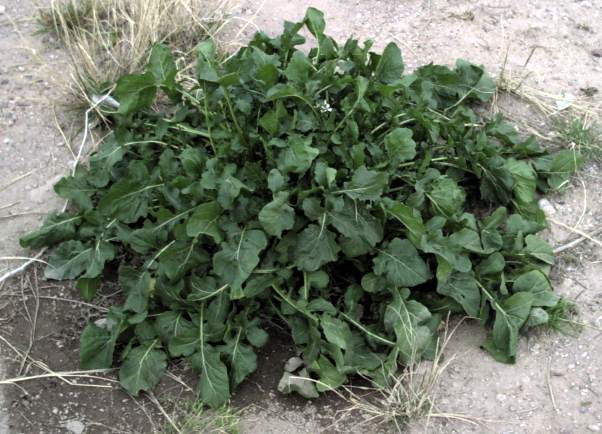
Garten-Senfrauke (Eruca vesicaria subsp. sativa)

### Vegetative Merkmale
Die Senfrauke wächst als einjährige krautige Pflanze und wird 5 bis 60, selten 100 Zentimeter hoch. Alle Pflanzenteile sind meist glatt, können aber auch rau bis steif behaart sein. Der aufrechte Stängel ist kantig gestreift und größtenteils verzweigt. Die grundständigen oder unteren, am Stängel verteilt angeordneten Laubblätter können gestielt sein. Die grundständigen Laubblätter sind gestielt und die Blattspreite ist meist leierförmig-fiederteilig bis fiederschnittig. Die Seitenlappen sind länglich bis linealisch, der Endlappen ist größer und der Blattrand ist buchtig gezähnt oder ausgeschweift, selten ganzrandig. Die oberen Stängelblätter sind sitzend bis höchstens kurzgestielt und die Blattspreite ist einfach und gezähnt oder fiederteilig.

### Generative Merkmale
Die Blütezeit der Senfrauke ist Mai bis Juni. Der anfangs schirmtraubige Blütenstand verlängert sich später bis zu einem traubigen Fruchtstand. Die zwittrigen Blüten sind vierzählig mit doppelter Blütenhülle (Perianth). Die Blütenstiele sind aufrecht-abstehend und nur ein Viertel bis zwei Drittel so lang wie der Kelch. Die vier aufrechten Kelchblätter sind meist länglich. Sie sind 7 bis 12 Millimeter lang und 1,5 bis 2 Millimeter breit. Die vier breit verkehrt-eiförmigen, genagelten Kronblätter sind cremefarben bis gelb mit dunkelbraunen bis purpurfarbenen Adern. Alle Staubblätter sind fast gleich lang. Die Staubbeutel sind länglich bis lineal. Es sind vier Nektardrüsen vorhanden. Der Fruchtknoten enthält 13 bis 50 Samenanlagen. Der Griffel ist nur rudimentär vorhanden und die konische Narbe ist zweilappig.
Die gedrungenen Fruchtstiele sind aufrecht bis aufsteigend. Die meist linealen bis länglichen Schoten besitzen einen runden bis vierkantigen Querschnitt. Das letzte Segment enthält keinen Samen. Sie sind 20 bis 45 Millimeter lang und 4 bis 5,5 Millimeter breit.  Die kahlen oder rau bis steif behaarten Klappen besitzen hervorstehende Adern. Das Replum ist gerundet und das häutige Septum ist vollständig ausgebildet. Die in zwei Reihen angeordneten Samen sind mehr oder weniger kugelig bis eiförmig. Sie sind 1,5 bis 2,5 Millimeter lang. Die Samenoberfläche ist schwach netzartig und verschleimt in nassem Zustand nicht oder kaum.
Die Chromosomengrundzahl beträgt x = 11, die Chromosomenzahl 2n = 22.

## Ökologie
Die Blüten werden gern von Bienen besucht. Nur die seitlichen Nektardrüsen sondern Nektar ab, die medianen sind meist funktionslos.

## Vorkommen
Die Senfrauke ist ursprünglich von Spanien über das südliche bis in das südöstliche Europa sowie im nördlichen Afrika beheimatet. Weiters erstreckt sich das Verbreitungsgebiet über Vorderasien bis Zentralasien. Eingeschleppt wird diese Art aber fast weltweit beobachtet.
In Südeuropa kommt sie in Gesellschaften des Verbands Hordeion aus der Klasse der Chenopodietea vor.
Die ökologischen Zeigerwerte nach Landolt et al. 2010 sind in der Schweiz: Feuchtezahl F = 2+ (frisch), Lichtzahl L = 4 (hell), Reaktionszahl R = 3 (schwach sauer bis neutral), Temperaturzahl T = 4+ (warm-kollin), Nährstoffzahl N = 4 (nährstoffreich), Kontinentalitätszahl K = 4 (subkontinental).

## Systematik
Diese Art wurde 1753 unter dem Namen Brassica vesicaria durch Carl von Linné in Species Plantarum, Band 2, Seite 668, erstveröffentlicht. Sie wurde 1802 durch Antonio José Cavanilles in Descripción de las Plantas, Seite 426 in die Gattung Eruca gestellt. Der Gattungsname Eruca wurde 1754 durch Philip Miller in The Gardeners Dictionary ..., 4. Auflage, Band 1, erstveröffentlicht. Ein Synonym für Eruca ist Velleruca Pomel. Der botanische Gattungsname Eruca (ursprünglich auch für Kohlraupe, wilde Rauke und Senfkohl) ist unsicherer Herkunft, aber möglicherweise verwandt mit lateinisch ēr („Stacheltier, Igel“). Nach älterer (auch bei Isidor von Sevilla genannter) Volksetymologie abgeleitet vom lateinischen Wort uro für „ich brenne“ und bezogen auf den brennenden Geschmack der Samen.
Die Gattung Eruca Mill. gehört zur Tribus Brassiceae in der Familie der Brassicaceae. Es wurden viele Eruca-Arten veröffentlicht, doch ist nur noch ein Artname gültig.
Es gibt in der Gattung Eruca („Rauke“, genannt auch „Weißer Senf“) nur die Art Eruca vesicaria (L.) Cav., früher als Eruca sativa Lamm. und Brassica eruca L. bezeichnet, mit zwei Unterarten:
- Eruca vesicaria (L.) Cav. subsp. vesicaria
- Garten-Senfrauke (Eruca vesicaria subsp. sativa (Mill.) Thellung): Sie ist eine auch als Rucola und „Ölrauke“ sowie „Ruke“ bekannte, verbreitete Kulturpflanze.

## Inhaltsstoffe
Die Samen und grünen Teile der Pflanze enthalten das Senfölglycosid Glucoerucin.